# Herb Łohojska

Herb Łohojska

Herb Łohojska – znak heraldyczny, symbolizujący miasto Łohojsk na Białorusi. Przedstawia na tarczy w polu błękitnym złoty półksiężyc i złotą gwiazdę nad złotymi pagórkami rozdzielonymi dolinami.
Półksiężyc z gwiazdą to polski herb szlachecki Leliwa rodziny Tyszkiewiczów - dawnych właścicieli miasta.
Herb zatwierdzony został 16 czerwca 1998 roku.